# Jesús Vázquez Alcalde
Jesús Vázquez Alcalde (Mérida, Badajoz; 2 de enero de 2003) es un futbolista español que juega en la posición de lateral izquierdo en el Valencia C. F. de la Primera División de España.
Su padre es Braulio Vázquez, exfutbolista y entrenador español.

## Trayectoria

### Inicios
Nació en Mérida en 2003, donde jugaba su padre Braulio Vázquez en el Mérida UD. Desde 2008 su padre empezó a ser miembro de la secretaría técnica del Valencia Club de Fútbol, entrando así Jesús con 5 años a la Academia valencianista en la categoría de querubines impresionando a todos sus entrenadores. Fue haciéndose un sitio en el lateral zurdo precisamente en una Academia que se caracteriza por los grandes jugadores que surgen en dicha posición, y ya en septiembre de 2018, con 15 años, debutó a las órdenes de Mista en la UEFA Youth League jugando 4 partidos frente a los equipos juveniles de Juventus, Manchester United y Young Boys. La siguiente temporada, con 16 años, volvió a participar con los juveniles de Miguel Ángel Angulo en la UEFA Youth League 3 partidos frente a Lille y Chelsea, y fue convocado por primera vez con el Valencia Mestalla.
Debutó en el Valencia Mestalla con 17 años el 1 de noviembre de 2020, en la 3.ª jornada de la temporada 2020-21 en Segunda División B. Fue frente al Hércules CF en el estadio Antonio Puchades de la ciudad deportiva valencianista, a las órdenes el técnico Óscar Fernández y se hizo inmediatamente con la titularidad en el lateral zurdo.

### Valencia CF
En el primer equipo el técnico Javi Gracia debía recurrir a menudo al filial para completar convocatorias y entrenamientos, y Jesús fue uno de los habituales. Una lesión de Gayà propició que Jesús entrenase más aún con el primer equipo, y finalmente un triste positivo por COVID-19 de Toni Lato hizo posible su primera convocatoria y su debut con el Valencia CF en partido oficial el 16 de diciembre de 2020, con solo 17 años, en la primera ronda de la Copa del Rey en el Olímpic de Terrassa frente al Terrassa FC. Siguió siendo titular indiscutible en el Valencia Mestalla durante toda la temporada, jugando un total de 22 partidos y marcando un gol en la 21.ª jornada, el 21 de marzo de 2021, frente al Alcoyano en El Collao, pero no pudo evitar el descenso del equipo a la Tercera División RFEF.
El 31 de mayo de 2021 se confirmó que ampliaba su contrato con el club hasta 2025 y que haría la pretemporada con el primer equipo a las órdenes de José Bordalás, que decidiría si se quedaba o salía cedido, cosa que finalmente no sucedió porque convenció con creces al técnico para quedarse en el primer equipo, aunque seguía teniendo ficha del filial y lucía el dorsal 32. El 27 de agosto de 2021 hizo su breve debut en Primera División al entrar en los últimos instantes del partido de la 3.ª jornada en Mestalla frente al Deportivo Alavés. Volvió a tener más minutos en la 7.ª jornada pero finalmente tuvo su primera titularidad en la 11.ª jornada jugando de interior izquierdo en el Benito Villamarín. Siguió totalmente integrado en el primer equipo, participando ya como lateral izquierdo frente a Espanyol y Atlético de Madrid, pero fue en la 27.ª jornada, el 5 de marzo de 2022 cuando inició un mes clave para él ante las ausencias por lesión de los otros dos laterales (Gayà y Lato). Cumplió con creces con las cuatro titularidades consecutivas, y luego siguió participando y ayudando cuando lo consideraba el técnico tanto de lateral como de interior. Finalmente participó en un total de 15 partidos de Liga y 2 de Copa. 
Hizo la pretemporada 2022-23 a las órdenes del nuevo técnico, Gennaro Gattuso, y convenció al italiano para ascender definitivamente al futbolista a la primera plantilla del club con el dorsal 21. De hecho a principio de temporada era para el técnico el segundo lateral de la plantilla por delante de Lato, y lo demostró siendo titular en las dos primeras jornadas de Liga frente a Girona y Athletic, y solo unas molestias físicas evitaron que también fuese titular en la 3.ª jornada.

## Selección nacional
El seleccionador sub-19, Santi Denia, le hizo debutar el 3 de septiembre de 2021 en un encuentro amistoso frente a México en el Camilo Cano de La Nucía (Alicante), convirtiéndose poco después en todo un fijo para el seleccionador en el lateral izquierdo para los encuentros oficiales de clasificación para el Europeo Sub-19 de 2022.

## Estadísticas

### Clubes
Actualizado al último partido disputado el 28 de septiembre de 2024.
| Club                             | Div.          | Temporada     | Liga  | Liga  | Copas nacionales | Copas nacionales | Copas internacionales | Copas internacionales | Total | Total |
| Club                             | Div.          | Temporada     | Part. | Goles | Part.            | Goles            | Part.                 | Goles                 | Part. | Goles |
| -------------------------------- | ------------- | ------------- | ----- | ----- | ---------------- | ---------------- | --------------------- | --------------------- | ----- | ----- |
| Valencia C. F. Mestalla · España | 2.ª B         | 2020-21       | 22    | 1     | ―                | ―                | ―                     | ―                     | 22    | 1     |
| Valencia C. F. Mestalla · España | 1.ª F         | 2021-22       | 1     | 0     | ―                | ―                | ―                     | ―                     | 1     | 0     |
| Valencia C. F. Mestalla · España | Total club    | Total club    | 23    | 1     | 0                | 0                | 0                     | 0                     | 23    | 1     |
| Valencia C. F. · España          | 1.ª           | 2020-21       | 0     | 0     | 1                | 0                | ―                     | ―                     | 0     | 0     |
| Valencia C. F. · España          | 1.ª           | 2021-22       | 15    | 0     | 2                | 0                | ―                     | ―                     | 17    | 0     |
| Valencia C. F. · España          | 1.ª           | 2022-23       | 10    | 0     | 2                | 0                | ―                     | ―                     | 12    | 0     |
| Valencia C. F. · España          | 1.ª           | 2023-24       | 20    | 1     | 3                | 0                | ―                     | ―                     | 23    | 1     |
| Valencia C. F. · España          | 1.ª           | 2024-25       | 8     | 0     | 0                | 0                | ―                     | ―                     | 8     | 0     |
| Valencia C. F. · España          | Total club    | Total club    | 53    | 1     | 8                | 0                | 0                     | 0                     | 61    | 1     |
| Total carrera                    | Total carrera | Total carrera | 76    | 2     | 8                | 0                | 0                     | 0                     | 84    | 2     |

## Palmarés

### Distinciones individuales
| Distinción                                          | Año  |
| --------------------------------------------------- | ---- |
| Seleccionado en el Once de Bronce del Fútbol Draft. | 2022 |